# Khosrau Parviz
Khosrau Parviz, även kallad Khosrau II, var sassanidisk storkung och barnbarn till Khosrau I. Han styrde mellan åren 590-628 e.Kr. En av Khosraus fruar var armeniskan Shirin.